# Lebeda pruetti
Lebeda pruetti là một loài bướm đêm thuộc họ Lasiocampidae. Nó được tìm thấy ở Borneo.
Sải cánh dài 35 mm đối với con đực và 53 đối với con cái